# Iskar Glacier
Iskar Glacier är en glaciär i Antarktis. Den ligger i Sydshetlandsöarna. Argentina, Chile och Storbritannien gör anspråk på området. Iskar Glacier ligger 437 meter över havet.
Terrängen runt Iskar Glacier är kuperad österut, men åt sydväst är den bergig. Havet är nära Iskar Glacier österut. Trakten är glest befolkad. Närmaste befolkade plats är St. Kliment Ohridski Base, 18,5 kilometer väster om Iskar Glacier. 